# Enrique Bolaños
Enrique José Bolaños Geyer (Masaya, 13 mei 1928 – Managua, 14 juni 2021)  was een Nicaraguaans politicus. Hij was president van zijn land tussen 2002 en 2007.In de jaren 80 was hij tegenstander van de Sandinisten, door wie hij lastiggevallen en opgesloten werd. Hij was vicepresident onder Arnoldo Alemán. Hij versloeg de Sandinisten in november 2001 in de verkiezingen en werd in januari 2002 als president gehuldigd.
Hij startte een anti-corruptiecampagne waardoor zijn voorganger Alemán tot 20 jaar gevangenisstraf werd veroordeeld. Dit leidde tot veel weerstand binnen zijn Liberaal Constitutionalistische Partij. Bovendien werd de meerderheid van het parlement gecontroleerd door de oppositie, waardoor zijn positie wankel was. Het parlement heeft meerdere pogingen ondernomen hem af te zetten. Bolaños deed ze af als pogingen tot coups. Begin 2007 verloor hij de verkiezingen en werd Daniel Ortega opnieuw president van Nicaragua.
Bolaños overleed op 93-jarige leeftijd.
- Gemeinsame Normdatei: 1057537535
- Library of Congress Control Number: n86042813
- National Archives and Records Administration: 10572351
- Virtual International Authority File: 38392145
- WorldCat: E39PBJkp6jtxMVCHxbqby6Kjmd